# Alkun
Alkun ist der Name eines schon im Mittelalter wüst gefallenen ehemaligen Ritterguts am Rande der Stadt Barth und seither ein Flurname. Die Erinnerung daran wird durch eine Sage, den Namen einer Quelle und in neuerer Zeit durch den Straßennnamen Am Alkun wachgehalten.

## Geschichte
Der Name Alkun ist eventuell baltischen Ursprungs. Der Rittersitz befand sich vermutlich im Besitz des Fürstentums Rügen, welches diesen als Lehen vergab. Im Jahre 1255 wird der Hof Alkun zur Bestimmung der Grenzen der Stadt Barth herangezogen. Die Familie verließ den Hof Alkun 1306, der an den Fürsten Wizlav III. von Rügen zurück fiel und von der Stadt Barth erworben wurde. Die Feldmark des Ritterguts Alkun lag etwa im Gebiet nordöstlich von Küstrow und Rubitz und südöstlich von Barth.

## Quelle und Sage
Zum Rittersitz gehörte eine  Wassermühle. Diese wurde durch den Bach angetrieben, der der Quelle Alkun entsprang. Am 27. Mai 1293 stellte Fürst Witzlaw II. den Einwohnern der Stadt das Privileg aus, das Wasser der Quelle Alkun auf ihr Territorium zu leiten, um die Trinkwasserversorgung der Stadt zu sichern, sobald es die Mühle des Friedrich von Akun angetrieben hat. Durch den Borngraben, den die Stadt daraufhin anlegte um das Wasser hinter der Mühle nach Barth zu führen, sicherte sich Barth Jahrhunderte lang die Trinkwasserversorgung ihre Stadt. Die Barther und der Ritter Alkun ist eine von Alfred Haas überlieferte pommersche Volkssage, die dieses Thema aufnimmt.

## Vertreter der Familie auf dem Rittersitz
- Friedrich von Alkun[2] (10. Juli 1296 – Riga) war Ritter des Fürsten Wizlaw II. von Rügen in Livland und in Dänemark anwesend und als Zeugen dänischer Fürsten[7][8]
- Unro (oder Vico) von Alkun[2]